# ذات الخال
ذات الخال جارية إبراهيم الموصلي مغنية كانت من أجمل النساء وأكملهن فقال فيها إبراهيم الشعر وغنى به فشهرها فبلغ الرشيد خبرها فاشتراها بسبعين ألف درهم.
ودعت ذات الخال الرشيد يوماً. فوعدها أن يصير إليها وخرج يريدها فاعترضته جارية فسألته أن يدخل إليها فدخل وأقام عندها. فشق ذلك على ذات الخال. وقالت: والله لأطلبن له شيئاً أغيظه به فدعت بمقراط فقصت الخال الذي كان في خدها. وبلغ ذلك الرشيد فشق عليه وبلغ منه. فخرج من موضعه وقال للفضل ابن الربيع: انظر من بالباب من الشعراء؟ فقال: الساعة رأيت العباس بن الأحنف فقال: أدخله. فعرفه الرشيد الخبر وقال: اعمل في هذا شيئاً على معنى رسمه له فقال:
فنهض الرشيد إلى ذات الخال مسرعاً مسترضياً لها وجعل هذين البيتين سبباً وأمر للعباس بألفي دينار وأمر إبراهيم الموصلي فغناه في هذا الشعر.
وقال لها ذات يوم: أسألك عن شيء فإن صدقتني وإلا صدقني غيرك وكذبتك. قالت له: بل أصدقك. قال: هل كان بينك وبين إبراهيم الموصلي شيء قط وأنا أحلفه أن يصدقني؟ فتلكأت ساعة ثم قالت: نعم مرة واحدة. فأبغضها.
وقال الرشيد يوماً في مجلسه: أيكم لا يبالي أن يكون كشخانا حتى أهب له ذات الخال؟ فبكى حمويه الوصيف وقال: أنا. فوهبها له. وفيها يقول إبراهيم:
ثم اشتاقها الرشيد يوماً بعد ما وهبها لحمويه فقال له: ويلك يا حمويه وهبنا لك الجارية على أن تسمع غناءها وحدك. فقال: يا أمير المؤمنين. مر فيها بأمرك. قال: نحن عندك غداً فمضى فاستعد لذلك واستأجر لها من بعض الجوهريين بدنة وعقوداً ثمنها اثنا عشر ألف دينار فأخرجها إلى الرشيد وهو عليها. فلما رآها أنكر وقال: ويلك يا حمويه من أين لك هذا وما وليتك عملاً تكسب فيه مثله ولا وصل إليك مني هذا القدر؟ فصدقه عن أمره. فبعث الرشيد إلى أصحاب الجواهر فأحضرهم واشترى الجوهر منهم ووهبه لها ثم حلف أن لا تسأله في يومه ذلك حاجة إلا قضاها. فسألته أن يولي حمويه الحرب والخراج بفارس سبع سنين. ففعل ذلك وكتب له عهده به وشرط على ولي العهد بعده أن يتمها له إن لم تتم في حياته.